# 斯耶爾湖
55°51′55″N 12°26′38″E / 55.86528°N 12.44389°E

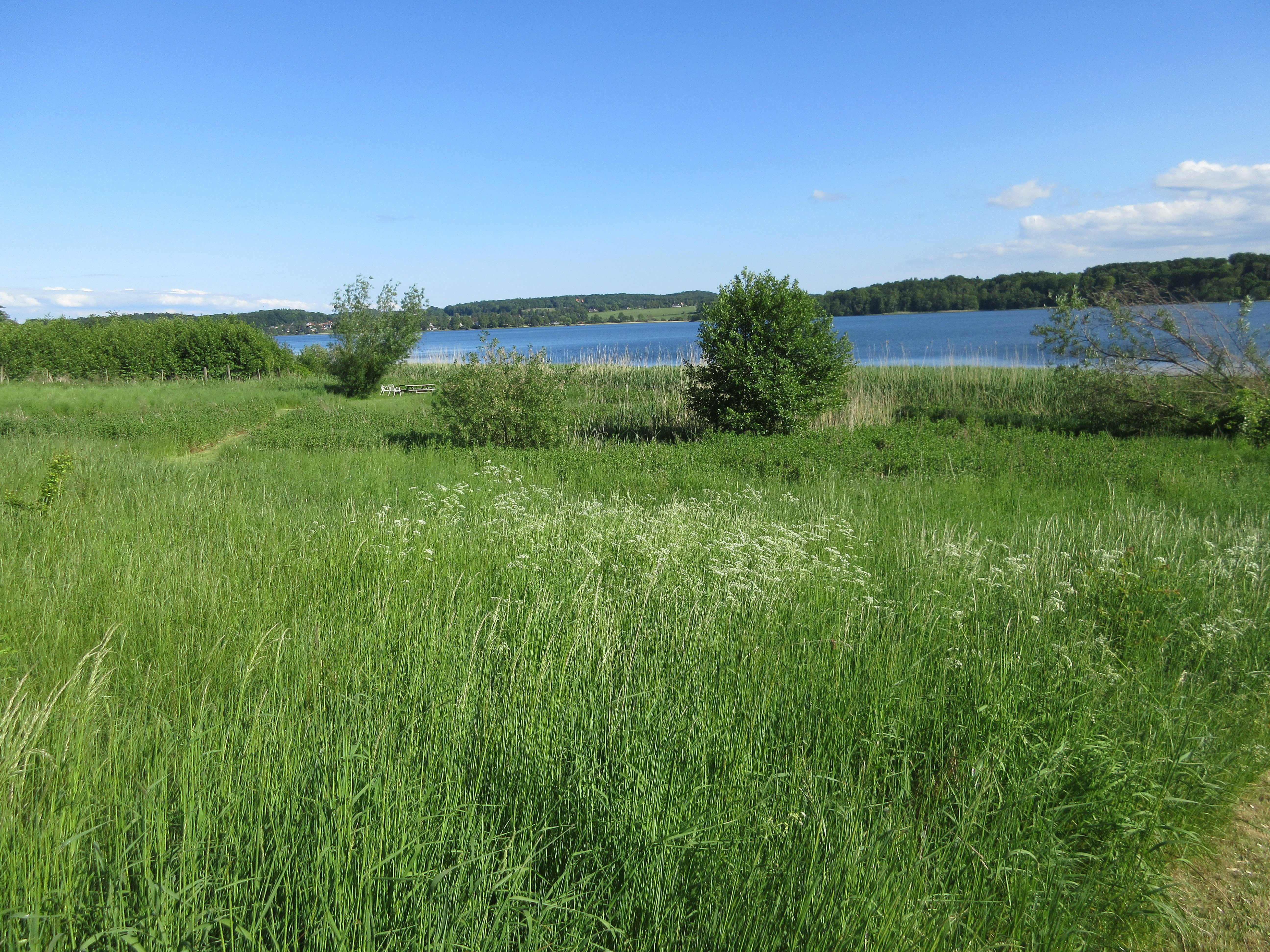
斯耶爾湖

斯耶爾湖（丹麥語：Sjælsø），是丹麥的湖泊，位於東部首都大區，處於首都哥本哈根以北22公里，長3公里、寬1公里，面積2.9平方公里，海拔高度17米，最大水深5.5米。

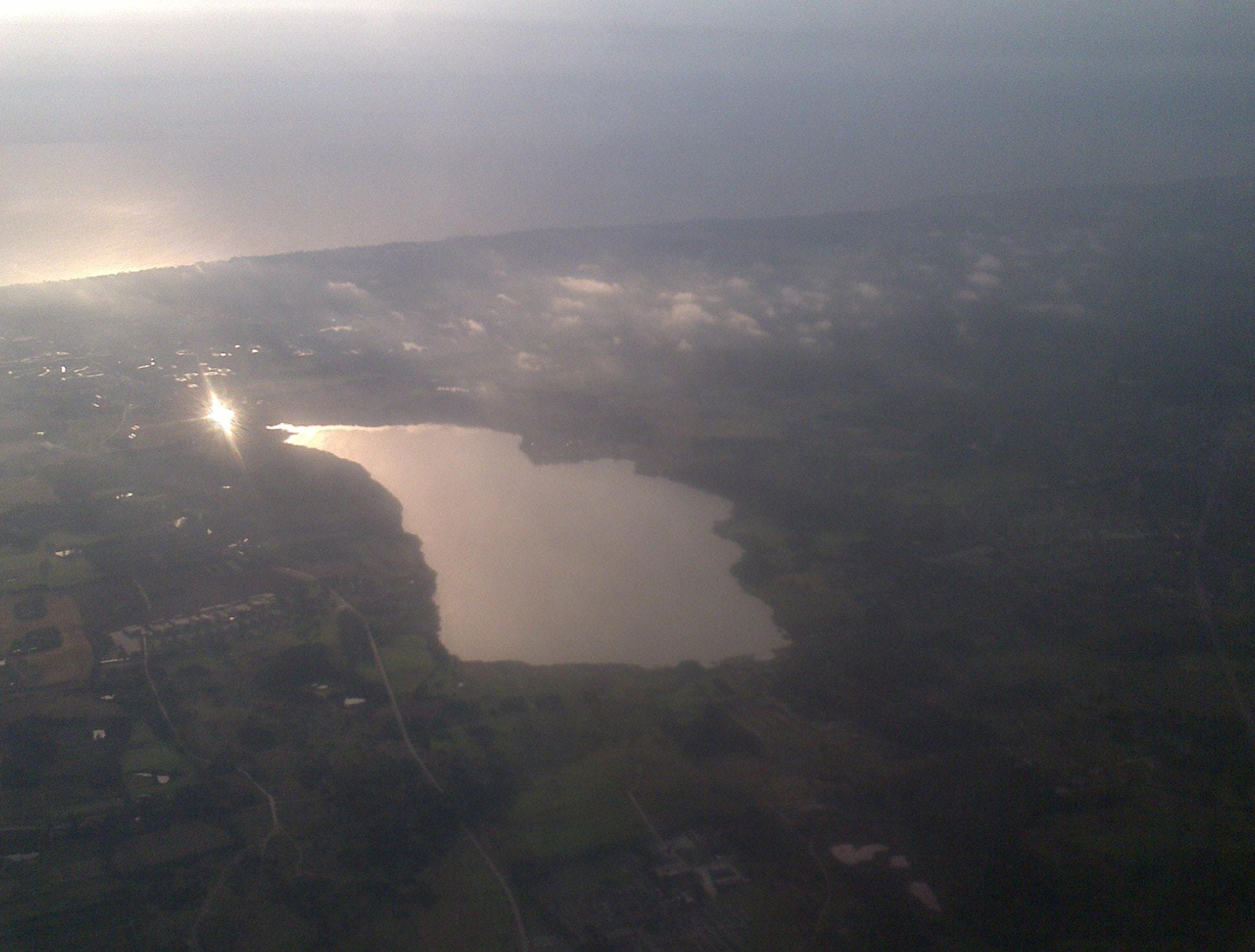
高空俯瞰